# Фелоника
Фелоника (итал. Felonica) — коммуна в Италии, располагается в регионе Ломбардия, подчиняется административному центру Мантуя.
Население составляет 1641 человек, плотность населения составляет 75 чел./км². Занимает площадь 22 км². Почтовый индекс — 46022. Телефонный код — 0386.
В коммуне 15 августа особо празднуется Успение Пресвятой Богородицы.